# Lavant (Austria)
Lavant – gmina w Austrii, w kraju związkowym Tyrol, w powiecie Lienz. Liczy 303 mieszkańców (1 stycznia 2015).